# ミラベル (アルデシュ県)
ミラベル （Mirabel）は、フランス、オーヴェルニュ＝ローヌ＝アルプ地域圏、アルデシュ県のコミューン。ミラベルとは『眺めの美しい場所』（le lieu d'où la vue est belle）を意味している。

## 地理
ミラベルは、黒い玄武岩質の急な勾配に位置している。村からの雄大な眺めには、コワロン山地、セヴェンヌ山脈、平野からサンゾン岩までが含まれている。

## 歴史
天然の城砦上に築かれた2つの城は、アルデシュを切り裂いた血塗られた宗教戦争の舞台となった。

## 人口統計
| 1962年 | 1968年 | 1975年 | 1982年 | 1990年 | 1999年 | 2006年 | 2011年 |
| ------ | ------ | ------ | ------ | ------ | ------ | ------ | ------ |
| 342    | 310    | 285    | 288    | 293    | 314    | 337    | 468    |

参照元:1999年までEHESS、2004年以降INSEE

## 史跡
- ミラベル塔 - 宗教戦争中に破壊された2つの城の1つに付属していた塔。村を見下ろす岩壁の上にある。

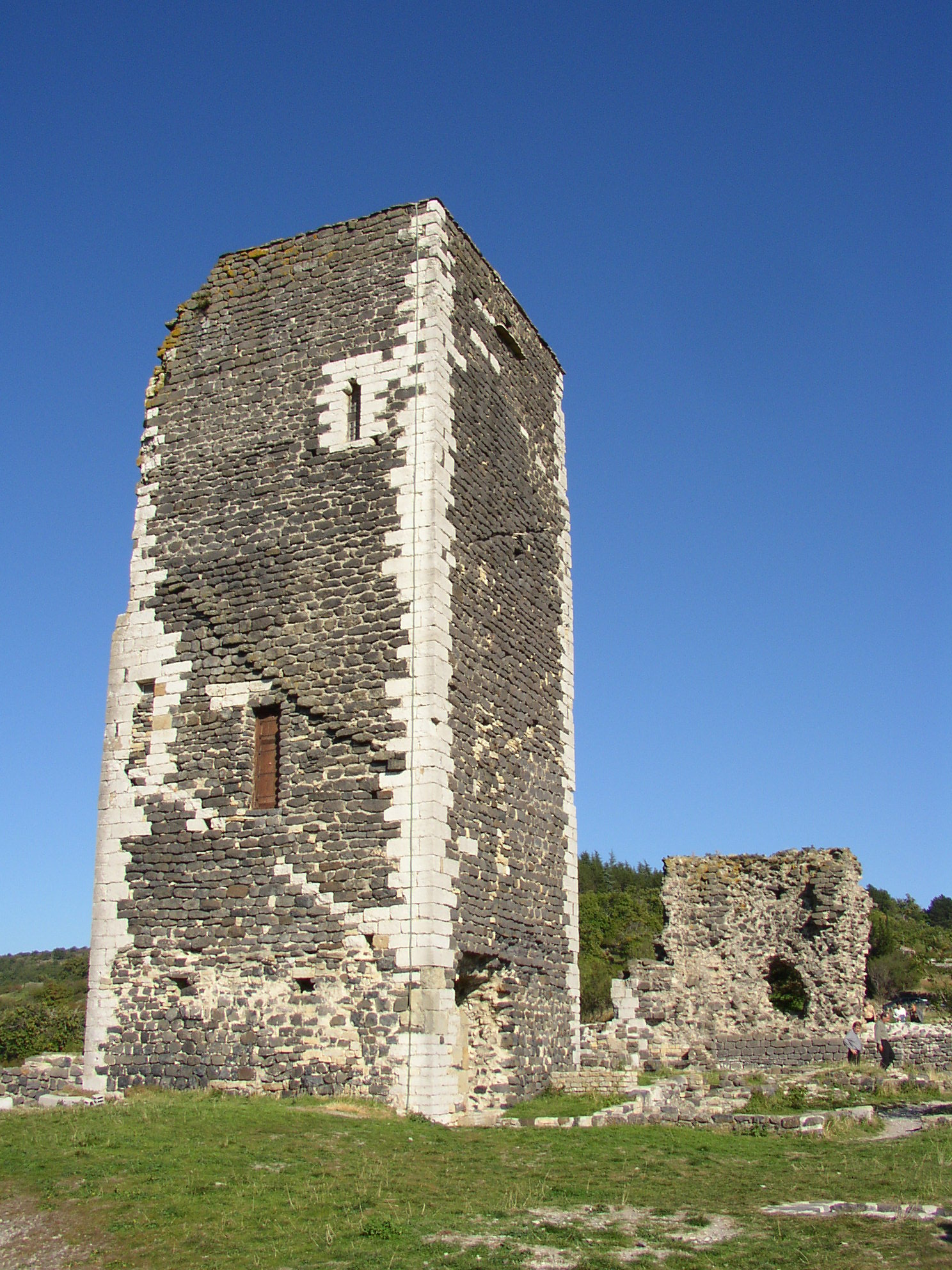
ミラベル塔
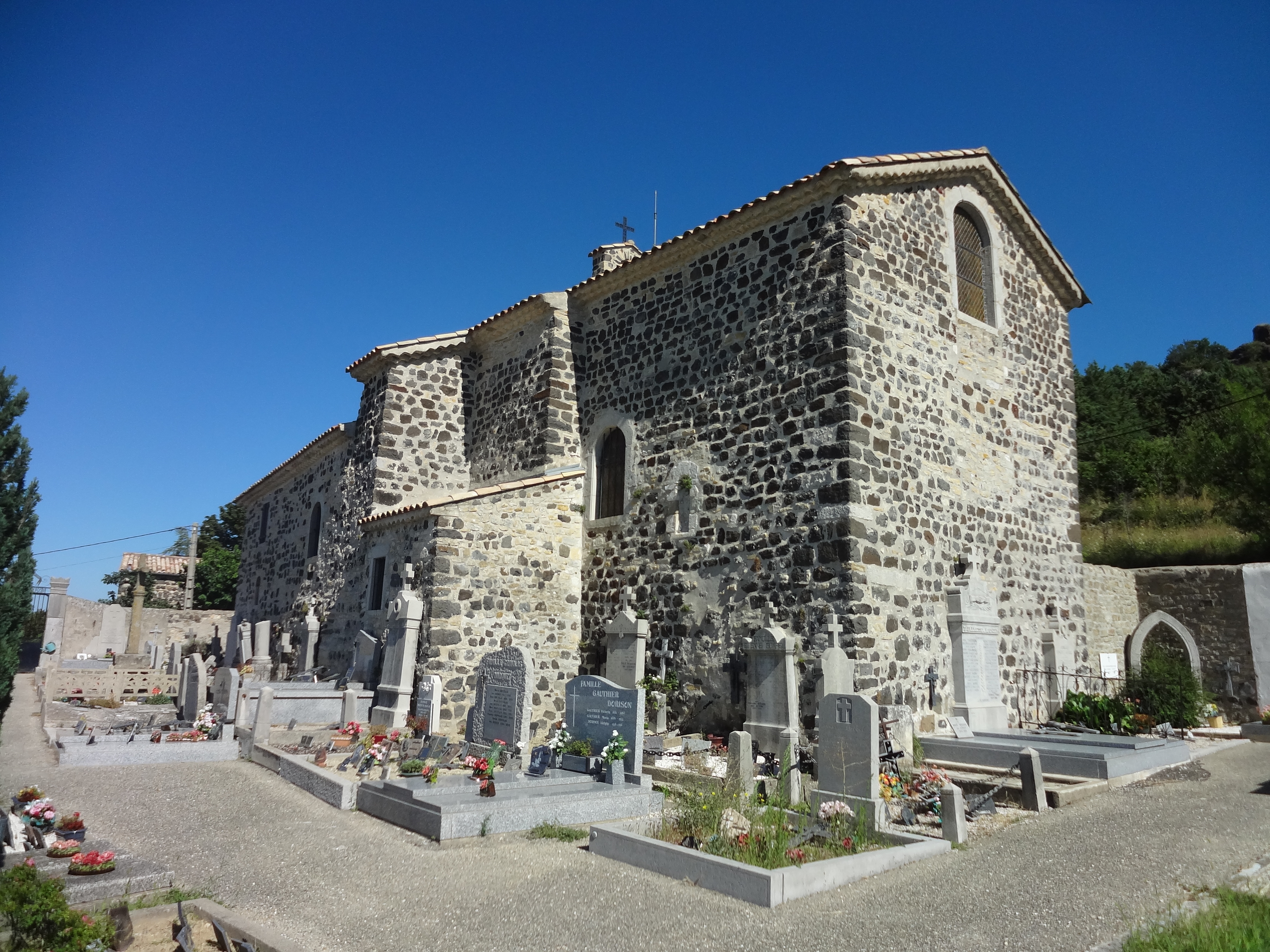
サンテティエンヌ教会
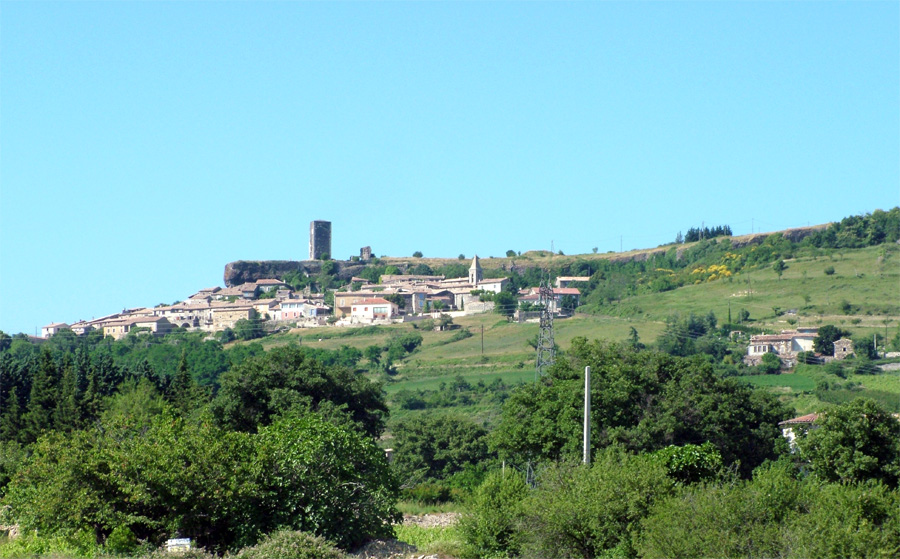
ふもとから眺めたミラベル